# 库特内河

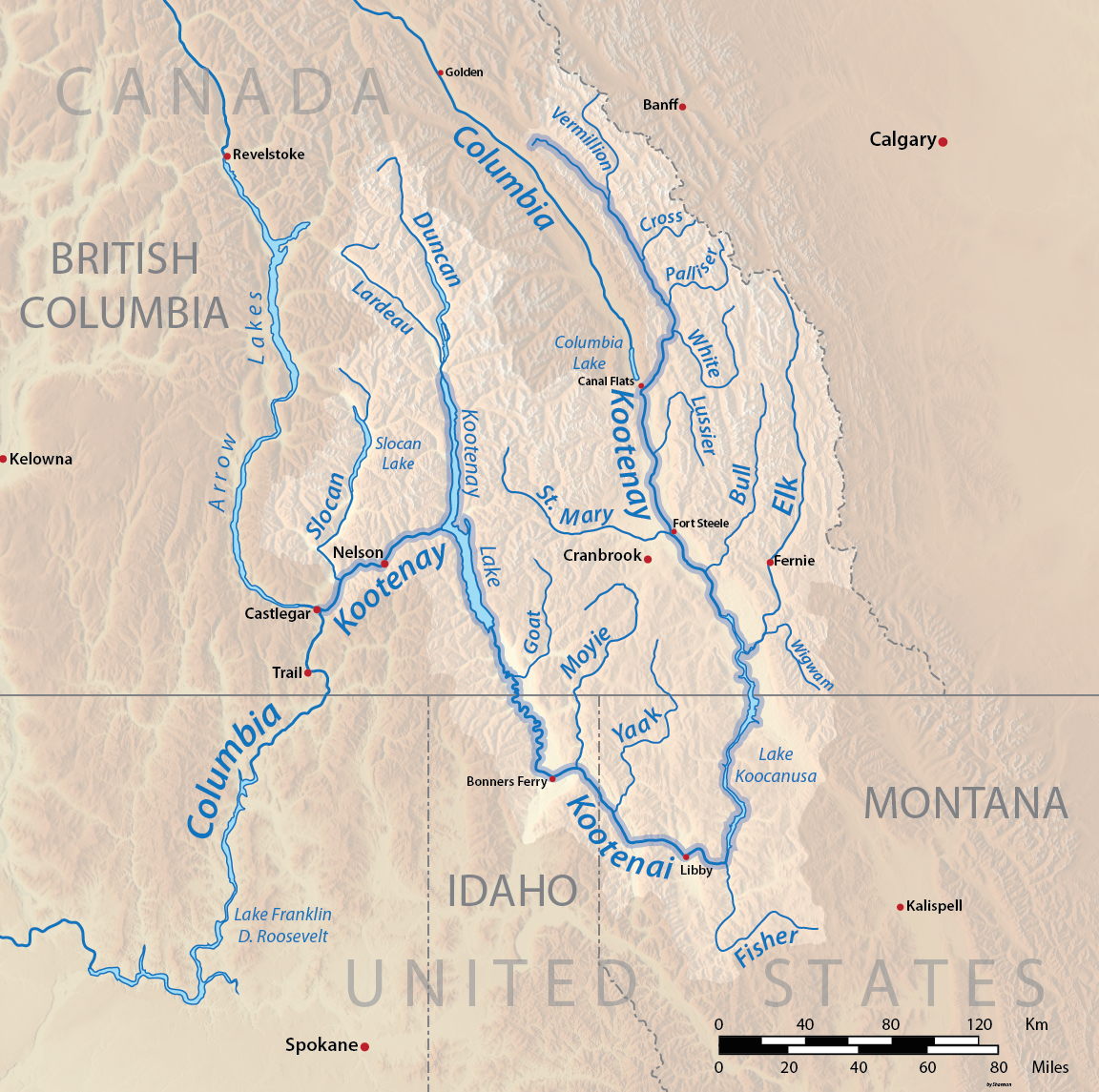
库特内河水系图

库特内河（英語：或Kootenai，也被称作Flatbow）是哥伦比亚河的一条重要支流，流经加拿大卑诗省的东南部和美国西北部的爱达荷州与蒙大拿州，全长781（485英里），起源于加拿大落基山脉，在卡斯尔加注入哥伦比亚河，最终注入太平洋。